# Dravska dolina v Avstriji
Dravska dolina je glavna dolina avstrijske dežele Koroške in Vzhodne Tirolske. Tirolski zgornji tok Drave se imenuje Pustriška dolina.
Dravska dolina poteka pretežno v smeri zahod-vzhod in je ena od treh velikih vzdolžnih dolin v Avstriji, ki so povezane z geološkimi prelomnicami alpske gorske formacije. Na obmejnem območju med Južno in Vzhodno Tirolsko tvori del Periadriatskega šiva.

## Geografija
Dravska dolina se začne na Vzhodnem Tirolskem pri mestu Lienz in konča na Spodnjem Štajerskem tik pred Mariborom. Drava, po kateri je dobila ime, izvira zahodno od Lienza pri Toblaškem polju na Južnem Tirolskem (Italija) in teče skozi Pustriško dolino do Lienza.
V ledeni dobi so Dravsko dolino razširili ledeniki in oblikovali široko ledeniško dolino. V delih, kjer sedimenti segajo v večje globine, jo lahko imenujemo notranjealpski bazen. Ravno dolinsko dno je koroškemu prebivalstvu ponujalo primerne površine za kmetijstvo in razvoj ter tako vodilo do goste poselitve osrednjega koroškega prostora.

## Razvrstitev po predelih
- Pustriška dolina od Toblaškega polja do Lienških klavž
- Lienško podolje od Lienških klavž do Koroških vrat
- Zgornja Dravska dolina od Koroških vrat do Möllbrücka
- Lurnsko polje od Möllbrücka do Špitala ob Dravi
- Spodnja Dravska dolina od Špitala na Dravi do Beljaka
- Beljaška kotlina/polje
- Rožna dolina od Rožeka do Galicije
- Podjuna  iz Galicije do avstrijsko-slovenske meje
- Dravska dolina v Sloveniji od Dravograda do Maribora

## Stranske doline
Najpomembnejše stranske doline Dravske doline v Avstriji:
- Iselska dolina z leve pri Lienzu
- Dolina Mele (Mölltal) z leve pri Möllbrücke
- Liesertal/Dolina reke Jezernice z leve blizu Špitala ob Dravi
- Ziljska dolina z desne pri Beljaku (Prelaz Ziljski vrh)
- območje doline z leve pri Beljaku
- Krška dolina z leve blizu Grabštanja
- Labotska dolina z leve blizu Labota

- Dolina Meže z desne pri Dravogradu (Slovenija) - izvira? v? Železni Kapli  (Koroška)

## Prebivalstvo
Prebivalstvo avstrijske Dravske doline je skoncentrirano v več mestih. Lienz na Vzhodnem Tirolskem, Špital ob Dravi, Beljak, Borovlje, Velikovec in Labot so največja naselja v Dravski dolini. Med temi metropolitanskimi območji ležijo manjši kraji pretežno kmetijskega značaja. V Rožni dolini in Podjuni poleg nemško govorečega prebivalstva živi tudi velik delež Koroških Slovencev.

## Zgodovina
Od okoli leta 200 pr. n. št. je območje pripadalo plemenskemu območju Ambidravov, »tistih, ki živijo na obeh straneh Drave«, kar je bilo rimsko ime za tu naseljeno noriško prebivalstvo, ki je izšlo iz prvotno tu nastanjenih plemen in na novo priseljenih Keltov, Lajancerjev in Sevatov.

## Promet
Turska avtocesta teče skozi Spodnjo Dravsko dolino. Karavanška avtocesta prečka Rožno dolino. Južna avtocesta deloma poteka skozi Podjuno.
Dravska cesta (B100) poteka skozi Dravsko dolino od Silliana do Beljaka.
Dravska železnica in Pustriška železnica potekata po Dravski dolini od Maribora do Toblaškega polja.
Dravska kolesarska pot sledi Dravi od izvira do hrvaške meje.